# Краснолицая либия
Краснолицая либия (лат. Lybius rubrifacies) — вид птиц из рода либий семейства африканских бородаток (Lybiidae). Обитает в Бурунди, Руанде, северо-западной Танзании и юго-западной Уганде. Обитает на сухих и влажных саваннах, пахотных землях. Находится под угрозой разрушения среды обитания. Монотипичен.

## Описание
Размер краснолицей либии —17,5—18,5 см. Половой диморфизм отсутствует. Особи обоих полов полностью буро-чёрные, за исключением красного лица и жёлтых краев маховых перьев. Клюв — от серого до сизого цвета. Отличается от черноклювой либии (L. guifsobalito) меньшим количеством красного в оперении, отсутствием белого на кроющих крыла. От ошейниковой либии (L. torquatus) отличается полностью тёмным телом.
Неполовозрелые особи более серые, без красного на голове, на кончике клюва отсутствует характерный «зуб».

## Биология
Населяет леса, включая леса акаций вдоль озёр и ручьев, а также смешанные леса акаций и альбиций и лесные луга, на высоте 1140—1550 м.

## Поведение

### Песня
Вокализирует группами, песня с нотами «skizzy», «eh» и щебетанием, с пощёлкиваниями клювом. Иногда поёт шумными дуэтами песни продолжительностью до 6,5 секунд: один издаёт звуки «kkaa» или «bakk», другой более высокотональные «go» или «ko» ноты (дуэт «ga-bakk»), отличаясь от белоголовой либии (L. leucocephalus) и пегой либии (L. chaplini) более или менее синхронными, половыми песнями.

### Питание
Рацион состоит из плодов фиг и других фруктов, а также некоторых насекомых. Краснолицая либия ловит насекомых в воздухе или срывает плоды с плодоносящих кустов и деревьев. Питается группами.

### Размножение
Гнездится в феврале-марте и октябре. Для гнезда выдалбливает полость на высоте 18 м в ветви сухой Acacia polyacantha, но, возможно, это нора для ночлега. Защищает свою территорию, в том числе от ошейниковой либии (L. torquatus) в приречных лесах, где совместно встречается с последним, и затем часто с ним взаимодействует.
Нет информации о размере кладки, периодах инкубации и выведения птенцов, а также о других аспектах размножения.

## Классификация
Вид был описан Антоном Райхенов в 1892 году. Подвидов не выделяют.
Этот вид родственен белоголовой либии (L. leucocephalus), пегой либии (L. chaplini), кровавогрудой либии (L. vieilloti), черноклювой либии (L. guifsobalito) и ошейниковой либии (L. torquatus).
Однако отличается от всех по морфологии. Форма дуэта ближе всего к ошейниковой либии, но песни самца и самки этого вида отличаются.

## Охранный статус
Не находится под глобальной угрозой, но в настоящее время считается находящимся под угрозой исчезновения. Имеет самый маленький ареал среди всех африканских бородаток. Возможно, встречается локально, но общая популяция невелика. Статус неопределенный, считается уязвимым, но, вероятно, не находится под непосредственной угрозой.
Большая территория обитания, где вид был распространен в 1982 году, подверглась изменениям, так как поселенцы заполнили большую часть национального парка Акагера (Восточная Руанда) в результате гражданской войны, примерно две трети парка было потеряно. Среда обитания в Танзании считается достаточно безопасной, но здесь вид встречается с очень низкой плотностью. Присутствует в Национальном парке озера Мбуро (Уганда), национальном парке Акагера (Руанда) и национальном парке Рувуву (Бурунди).